# محمد السليم (لاعب كرة قدم)
محمد عبد الله السليم لاعب كرة قدم سعودي ، يلعب مهاجم.
كانت بداياته مع نادي الإتفاق في الفئات السنية و مثل بعدها أندية الجبلين و الفيحاء و الكوكب و النجمة و الثقبة و العمران .